# Bahnstrecke Albany–Eagle Bridge
| Gesellschaft: | CP, PAR              |                                                        |                                                        |
| Streckenlänge: | 53 km                |                                                        |                                                        |
| Spurweite: | 1435 mm (Normalspur) |                                                        |                                                        |
| |                      |                                                        |                                                        |
| Gleise: | 1 (früher teilw. 2)  |                                                        |                                                        |
| \| \| \| \| \| \| \| \| von Binghamton, Weehawken, New York City und Worcester \| \| \| \| 0,0 \| Albany NY Union Station \| Albany NY Union Station \| \| \| \| nach Syracuse \| \| \| \| \| Verbindungsbahn Rensselaer–West Albany \| \| \| \| \| Hudson Valley Railroad (Interurban) \| \| \| \| 5,3 \| Menands NY \| Menands NY \| \| \| 6,3 \| Cemetery NY \| Cemetery NY \| \| \| 7,6 \| Colonie NY (ehem. DH-Betriebswerk) \| Colonie NY (ehem. DH-Betriebswerk) \| \| \| \| Schenectady Railway (Interurban) \| \| \| \| 9,7 \| Watervliet NY (früher West Troy) \| Watervliet NY (früher West Troy) \| \| \| \| Verbindungskurve nach Troy \| \| \| \| \| Strecke Troy–Schenectady \| \| \| \| \| Verbindungskurve von Troy \| \| \| \| 14,2 \| Cohoes NY \| Cohoes NY \| \| \| \| Mohawk River \| \| \| \| 17,2 \| West Waterford NY (früher Waterford) \| West Waterford NY (früher Waterford) \| \| \| \| Champlain Canal \| \| \| \| \| von Troy \| \| \| \| 19,6 \| Waterford Junction NY \| Waterford Junction NY \| \| \| \| nach Rouses Point \| \| \| \| \| Hudson Valley Railroad (Interurban) \| \| \| \| \| Hudson River \| \| \| \| \| von Rotterdam Junction \| \| \| \| \| Hoosic River \| \| \| \| 35,9 \| Schaghticoke NY \| Schaghticoke NY \| \| \| \| Hoosic River \| \| \| \| 38,0 \| West Valley Falls NY \| West Valley Falls NY \| \| \| \| Verbindungsbahn zur Strecke Greenfield–Troy \| \| \| \| 42,5 \| Johnsonville NY \| Johnsonville NY \| \| \| \| nach Greenwich \| \| \| \| 49,9 \| Buskirk NY \| Buskirk NY \| \| \| \| von Troy \| \| \| \| 53,0 \| Eagle Bridge NY (Keilbahnhof) \| Eagle Bridge NY (Keilbahnhof) \| \| \| \| nach Greenfield, North Pownal und Castleton \| \| |                      |                                                        |                                                        |
| |                      |                                                        |                                                        |
| Strecke |                      | von Binghamton, Weehawken, New York City und Worcester | von Binghamton, Weehawken, New York City und Worcester |
| ehemaliger Bahnhof | 0,0                  | Albany NY Union Station                                | Albany NY Union Station                                |
| Abzweig geradeaus und nach links |                      | nach Syracuse                                          | nach Syracuse                                          |
| Kreuzung geradeaus unten |                      | Verbindungsbahn Rensselaer–West Albany                 | Verbindungsbahn Rensselaer–West Albany                 |
| Kreuzung geradeaus unten (Querstrecke außer Betrieb) |                      | Hudson Valley Railroad (Interurban)                    | Hudson Valley Railroad (Interurban)                    |
| ehemaliger Haltepunkt / Haltestelle | 5,3                  | Menands NY                                             | Menands NY                                             |
| ehemaliger Haltepunkt / Haltestelle | 6,3                  | Cemetery NY                                            | Cemetery NY                                            |
| Dienststation / Betriebs- oder Güterbahnhof | 7,6                  | Colonie NY (ehem. DH-Betriebswerk)                     | Colonie NY (ehem. DH-Betriebswerk)                     |
| Kreuzung (Querstrecke außer Betrieb) |                      | Schenectady Railway (Interurban)                       | Schenectady Railway (Interurban)                       |
| ehemaliger Bahnhof | 9,7                  | Watervliet NY (früher West Troy)                       | Watervliet NY (früher West Troy)                       |
| Abzweig geradeaus und nach rechts |                      | Verbindungskurve nach Troy                             | Verbindungskurve nach Troy                             |
| Kreuzung geradeaus unten (Querstrecke außer Betrieb) |                      | Strecke Troy–Schenectady                               | Strecke Troy–Schenectady                               |
| Abzweig geradeaus und von rechts |                      | Verbindungskurve von Troy                              | Verbindungskurve von Troy                              |
| Dienststation / Betriebs- oder Güterbahnhof | 14,2                 | Cohoes NY                                              | Cohoes NY                                              |
| Brücke über Wasserlauf |                      | Mohawk River                                           | Mohawk River                                           |
| ehemaliger Bahnhof | 17,2                 | West Waterford NY (früher Waterford)                   | West Waterford NY (früher Waterford)                   |
| Brücke über Wasserlauf |                      | Champlain Canal                                        | Champlain Canal                                        |
| Abzweig geradeaus und ehemals von rechts |                      | von Troy                                               | von Troy                                               |
| ehemaliger Haltepunkt / Haltestelle | 19,6                 | Waterford Junction NY                                  | Waterford Junction NY                                  |
| Abzweig ehemals geradeaus und nach links |                      | nach Rouses Point                                      | nach Rouses Point                                      |
| Kreuzung (Strecken außer Betrieb) |                      | Hudson Valley Railroad (Interurban)                    | Hudson Valley Railroad (Interurban)                    |
| Brücke über Wasserlauf (Strecke außer Betrieb) |                      | Hudson River                                           | Hudson River                                           |
| Abzweig ehemals geradeaus und von links |                      | von Rotterdam Junction                                 | von Rotterdam Junction                                 |
| Brücke über Wasserlauf |                      | Hoosic River                                           | Hoosic River                                           |
| ehemaliger Bahnhof | 35,9                 | Schaghticoke NY                                        | Schaghticoke NY                                        |
| Brücke über Wasserlauf |                      | Hoosic River                                           | Hoosic River                                           |
| ehemaliger Bahnhof | 38,0                 | West Valley Falls NY                                   | West Valley Falls NY                                   |
| Abzweig ehemals geradeaus und nach rechts |                      | Verbindungsbahn zur Strecke Greenfield–Troy            | Verbindungsbahn zur Strecke Greenfield–Troy            |
| Bahnhof (Strecke außer Betrieb) | 42,5                 | Johnsonville NY                                        | Johnsonville NY                                        |
| Abzweig geradeaus und nach links (Strecke außer Betrieb) |                      | nach Greenwich                                         | nach Greenwich                                         |
| Haltepunkt / Haltestelle (Strecke außer Betrieb) | 49,9                 | Buskirk NY                                             | Buskirk NY                                             |
| Abzweig ehemals geradeaus und von rechts |                      | von Troy                                               | von Troy                                               |
| Dienststation / Betriebs- oder Güterbahnhof | 53,0                 | Eagle Bridge NY (Keilbahnhof)                          | Eagle Bridge NY (Keilbahnhof)                          |
| Strecke |                      | nach Greenfield, North Pownal und Castleton            | nach Greenfield, North Pownal und Castleton            |

Die Bahnstrecke Albany–Eagle Bridge ist eine Eisenbahnstrecke in New York (Vereinigte Staaten). Sie ist etwa 53 Kilometer lang und verbindet die Städte Albany, Watervliet, Cohoes, Waterford und Eagle Bridge. Ein Teil der Strecke ist bereits seit über 150 Jahren stillgelegt, lediglich der Abschnitt von Albany bis Waterford Junction (19,6 km) wird heute im Güterverkehr noch durch die Canadian Pacific Railway betrieben. Zwischen Schaghticoke und Eagle Bridge wurde auf der Trasse 20 Jahre nach der Stilllegung der Strecke die Bahnstrecke North Pownal–Rotterdam Junction gebaut, die zwischen Schaghticoke und Johnsonville noch heute durch die Pan Am Railways im Güterverkehr betrieben wird.

## Geschichte
Am 20. Februar 1851 wurde die Albany Northern Railroad gegründet, die eine Eisenbahnstrecke von Albany in Richtung der bereits in Bau befindlichen und 1852 eröffneten Bahnstrecken Greenfield–Troy und Castleton–Eagle Bridge bauen sollte, die in Eagle Bridge aufeinander treffen sollten. Auch die Strecke der Albany Northern sollte zu diesem Bahnhof führen. Die Bauarbeiten begannen 1852 und im April 1853 ging der erste Abschnitt von Albany bis Cohoes in Betrieb. Einen Monat später war Waterford erreicht. Die Gesamtstrecke bis Eagle Bridge wurde am 1. Juli 1853 eröffnet. Die ersten 5,3 Kilometer der Strecke von Albany bis Menands wurden zweigleisig ausgebaut. Die Strecke kreuzte in Waterford Junction die Hauptstrecke der Rensselaer and Saratoga Railroad von Troy nach Saratoga Springs.
Die Strecke führte zwischen Waterford und Schaghticoke auf über 16 Kilometern Länge durch nahezu unbesiedeltes Gebiet, wo außerdem der Hudson River über eine lange Brücke überquert werden musste. Außerdem konnten Reisende auf der Bahnstrecke Greenfield–Troy über Troy ebenfalls Albany bequem erreichen, da zwischen Troy und Albany eine größere Anzahl Züge verkehrten. Die Erwartungen bezüglich der Transportleistungen konnten daher nicht erfüllt werden, sodass die Bahngesellschaft bereits 1856 in Konkurs ging und als Albany, Vermont and Canada Railroad neu aufgestellt werden musste. Auch weiterhin waren die Erträge zu niedrig. Im Abrechnungsjahr 1858 verfügte die Bahn über fünf Lokomotiven, zwölf Personenwagen, fünf kombinierte Gepäck-, Stückgut- und Postwagen sowie 48 Güterwagen. Damit wurde ein Ertrag von 84.119 US-Dollar eingefahren, dem Ausgaben in Höhe von 72.904 Dollar entgegenstanden.
Am 14. September 1859 stellte die AV&C den Betrieb ein und ging in Konkurs. Der Abschnitt von Waterford Junction nach Eagle Bridge wurde stillgelegt, der übrige Abschnitt wurde am 6. Oktober an die neugegründete Albany and Vermont Railroad verkauft, die sie am 12. Juni 1860 an die Rensselaer and Saratoga Railroad verpachtete, die die Strecke als Albany Branch weiterbetrieb und später vollständig zweigleisig ausbaute. 1877 begannen die Bauarbeiten für die Bahnstrecke North Pownal–Rotterdam Junction der Boston, Hoosac Tunnel and Western Railway. Zwischen Eagle Bridge und einem Punkt westlich von Schaghticoke konnte dafür die Trasse der Albany, Vermont and Canada Railroad wiederverwendet werden, sodass auf diesem Abschnitt ab der Eröffnung am 1. Januar 1879 wieder Züge fuhren. 1980 wurde die Strecke zwischen Eagle Bridge und Johnsonville erneut stillgelegt.
Nach wie vor wird heute der Streckenteil von Albany bis Waterford Junction im Güterverkehr betrieben. 1871 von der Delaware and Hudson Railroad übernommen, gehört die Strecke heute der Canadian Pacific Railway. Der Personenverkehr endete hier erst 1968. Das zweite Gleis wurde zwischenzeitlich abgebaut.

## Streckenbeschreibung
Die Strecke beginnt in der früheren Albany Union Station, die heute der Interstate 787 sowie einem Parkplatz dient. Die Bahnstrecke wurde hier mit dem Bau der Autobahn in deren Mittelstreifen verlegt. Sie unterquert die Hauptstrecke der CSX Transportation von New York in Richtung Buffalo und führt parallel zum Hudson River nordwärts durch Menands, Watervliet und Cohoes. Nach 17 Kilometern ist Waterford erreicht, wo zunächst der Mohawk River überquert wird. Kurz darauf mündet die Trasse in die der 1836 eröffneten Bahnstrecke Troy–Rouses Point ein. Bis 1859 überquerten die Gleise diese Strecke und verliefen noch ein Stück parallel nordwärts, bis die Trasse nach Nordosten abzweigte, den Hudson River überquerte und in Höhe der Riley Road das östliche Flussufer erreichte. Von hier führte die Bahnstrecke weiter nordwärts bis über die Pine Woods Road, nach der die Hauptrichtung sich eher nach Osten verändert. Kurz darauf erreicht die Strecke die Bahnstrecke North Pownal–Rotterdam Junction, die bis Eagle Bridge auf der Trasse der 1859 stillgelegten Strecke errichtet wurde.